# Karl von Ditmar
Karl von Ditmar, né le 8 septembre 1822 à Vana-Vändra (Empire russe, aujourd'hui Estonie) et mort le 25 avril 1892 à Tartu (idem), est un explorateur, géologue et ethnographe germano-balte. Il est considéré comme l'un des plus importants explorateurs de la péninsule du Kamtchatka au XIXe siècle, qu'il étudie et décrit précisément pour le compte de la Russie.

## Biographie

### Origine et famille
Karl Woldemar Bernhard Ferdinand von Ditmar est issu de la famille noble de longue date des Ditmar. Ses ancêtres appartiennent aux branches livonienne et estonienne de la famille. Karl von Ditmar est le fils de Woldemar Friedrich von Ditmar (1794-1826) seigneur féodal d'Alt-Fennern, dans l'actuel comté de Pärnu. Celui-ci est maître de conférences en droit romain et en droit pénal livonien à l'université impériale de Dorpat. Sa mère, noble également, est Charlotte Juliane von Stackelberg (1804-1880). Karl Woldemar épouse Anna Wilhelmine (Minna) Elisabeth Freiin von Stackelberg (1837-1929). Ils ont quatre enfants :

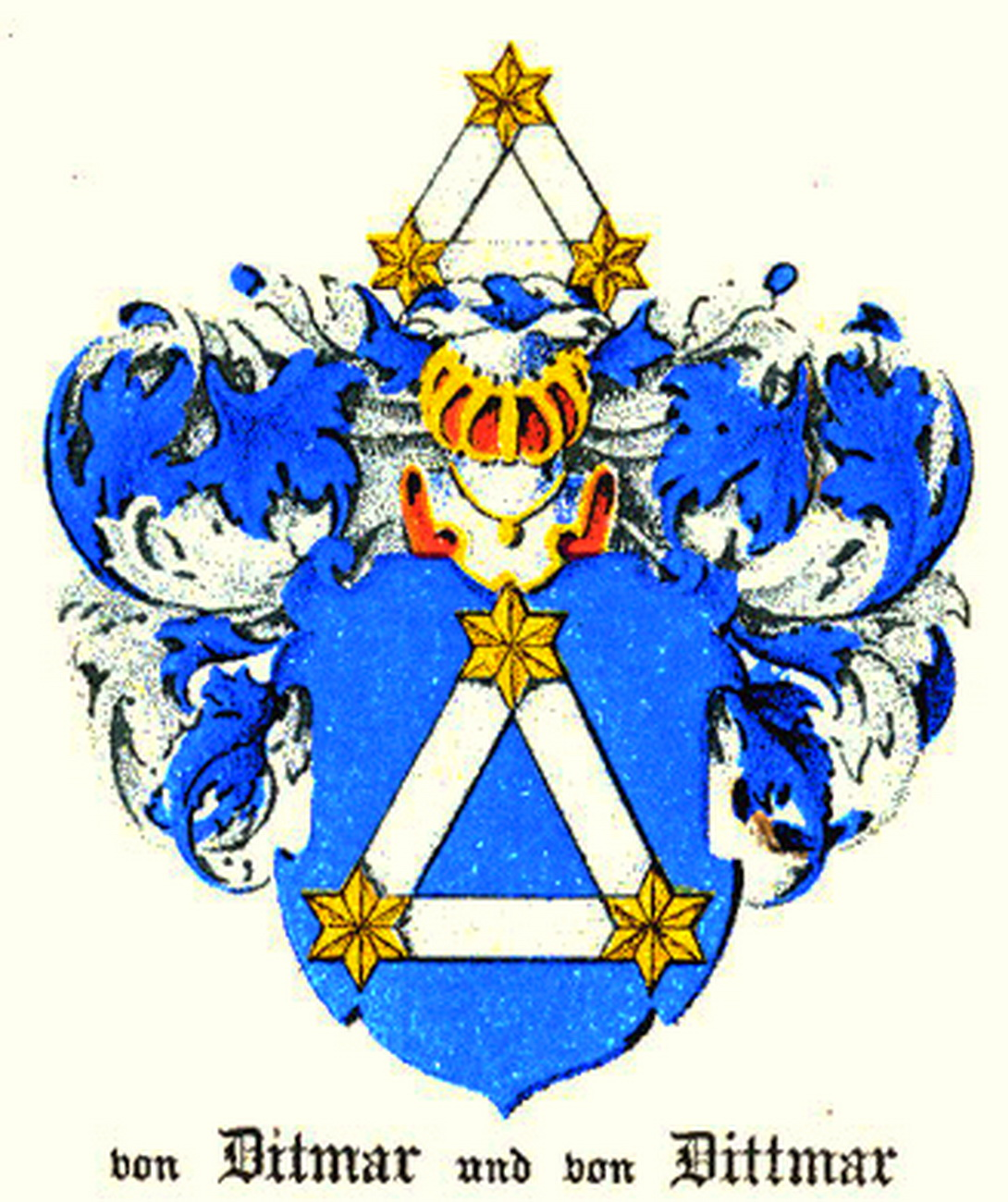
Armoiries de la famille noble von Ditmar.

- Caroline Wilhelmine Anna von Ditmar (* 1858), ⚭ Alexander Konstantin von Renteln (* 1857)
- Martha Charlotte von Ditmar (1860-1952), mariée au baron Woldemar Karl Heinrich Alexander von Uexküll (1860-1952)
- Anna Elisabeth Maria von Ditmar (* 1862)
- Minna Jeanette von Ditmar (1864-1882)

### Éducation
Karl von Ditmar fréquente un lycée privé à Võru de 1832 à 1840. Il étudie ensuite à l'université impériale de Dorpat de 1841 à 1846, d'abord en économie, puis en géologie. De 1846 à 1850, il est étudiant invité à l'université de Leipzig, à l'académie des Mines de Freiberg et à l'université Friedrich-Wilhelm de Berlin sous la direction de Gustav Rose.

### Voyage au Kamtchatka
En 1850, von Ditmar reçoit une invitation du gouverneur général de Sibérie orientale, Nikolaï Mouraviov-Amourski, et du gouverneur militaire local, pour entreprendre une expédition géologique dans les montagnes inexplorées du Kamtchatka. Von Ditmar est soutenu  par le célèbre explorateur Pétersbourgeois de la Sibérie, Alexander Theodor von Middendorff.
Sur sa route d'Europe occidentale vers la Sibérie, von Ditmar mène, entre autres, des recherches à Iakoutsk et plus à l'ouest, et étudie les dépressions glaciaires du paysage sibérien. Avant le début de l'hiver 1851, von Ditmar et deux militaires qui l'accompagnent atteignent la rive occidentale du Kamtchatka. Là, le climat rigoureux et le paysage inhospitalier rendent le travail de l'expédition difficile. Ils voyagent principalement par voie fluviale, et doivent également traverser la chaîne Centrale pour atteindre la vallée du fleuve Kamtchatka. 
Entre 1851 et 1854, von Ditmar entreprend un total de neuf voyages de recherche, plus ou moins importants. Au cours de ses voyages, il visite les côtes occidentale et orientale de la péninsule, la vallée centrale où coule le fleuve Kamtchatka et il remonte au nord jusqu'à la péninsule de Tajgonos. Il décrit avec précisions les villes et villages qu'il traverse (Nijnekamtchask, Verkhnekamtchatsk, Petropavlosk) ce qui constitue encore de nos jours une documentation précieuse pour connaître la démographie de la région à l'époque. Au cours de ses voyages il se familiarise avec la structure géologique du Kamtchatka et ses ressources minérales. Il collecte également un important matériel botanique et ethnographique. Il consigne ses impressions dans des journaux détaillés. 
En 1855-1856, sur le chemin du retour en Europe, il explore brièvement le bassin de l'Amour.

### Travaux de recherche
Von Ditmar s'intéresse particulièrement au volcanisme du Kamtchatka. Il pense que les volcans sont reliés entre eux par des tunnels. Il nomme  dix-sept volcans jusque-là inconnus. Il décrit en détail l'éruption du volcan Avatchinski, le 27 mai 1855. En 1856, il publie la première carte géologique du Kamtchatka.
À l'été 1858, von Ditmar se trouve à Berlin pour discuter de ses découvertes et de ses théories avec les plus grands géologues et minéralogistes de l'époque. Sa collection fait grand bruit. Von Ditmar prête la collection pétrologique, officiellement rattachée au musée de minéralogie de Saint-Pétersbourg, ainsi que le catalogue complet, à Alexander von Humboldt. Après la mort de Humboldt, elle est considérée comme perdue. Elle n'est redécouverte que bien plus tard à Berlin.
Les recherches ethnographiques de Ditmar sont également particulièrement intéressantes. Il décrit les coutumes et traditions des peuples autochtones du Kamtchatka, en particulier les Itelmènes et les Koriaks, que Ditmar décrit comme déjà fortement russifiés, ainsi que les Tchouktches. Il est le premier à démontrer la parenté linguistique entre le tchouktche et le koriak.

### Retour en Livonie
En 1851, la mère de von Ditmar acquiet pour son fils le domaine de Käru, dans la paroisse de Vändra. Von Ditmar y prend sa retraite après son retour du Kamtchatka. Il y fonde la première école maternelle de Livonie. À partir de 1880, il est inspecteur scolaire et juge de l'ordre public à Dorpat et Võru, le district de l'ordre public de Dorpat. De 1857 à 1887, il ne publie que quelques articles sur ses voyages au Kamtchatka, donne quelques conférences et se consacre presque exclusivement à son domaine. Ce n'est qu'en 1887 qu'il retourne à Dorpat pour se consacrer à ses études. En février 1890, il acheve sa monographie sur ses voyages de découverte. Il y révèle sa maîtrise de la description précise des paysages et de la nature, ainsi que son talent de dessinateur.
Karl von Ditmar meurt en 1892. Il est enterré à Tartu. La deuxième partie de sa monographie est publiée à titre posthume en 1900.

## Hommages
- Un volcan du Kamtchatka, culminant à 1 297 mètres, porte son nom[1].
- Une jacinthe des bois qu'il a décrite se nomme Plathantera ditmariana. Elle est commune sur les côtes et les rives des lacs du Kamtchatka, du sud de Sakhaline , des Kouriles du Sud et d'Hokkaido[1].

## Œuvres
- Reisen und Aufenthalt in Kamtschatka in den Jahren 1851-1855 [« Voyage et séjour au Kamtchatka dans les années 1851-1855. Première partie. Rapport historique d'après les journaux. »] dans Beiträge zur Kenntniss des Russischen Reiches und der angrenzenden Länder Asiens [« Contributions à la connaissance de l'Empire russe et des pays voisins d'Asie »], volume 3, édité par Leopold von Schrenck et Carl Johann Maximowicz, Saint-Pétersbourg : Académie impériale des sciences, 1890. Lire en ligne [pdf]
- Reisen und Aufenthalt in Kamtschatka in den Jahren 1851-1855 [« Voyage et séjour au Kamtchatka dans les années 1851-1855. Partie 2. Informations générales sur le Kamtchatka.  »] dans Beiträge zur Kenntniss des Russischen Reiches und der angrenzenden Länder Asiens [« Contributions à la connaissance de l'Empire russe et des pays voisins d'Asie »], volume 3, édité par Leopold von Schrenck et Carl Johann Maximowicz, Saint-Pétersbourg : Académie impériale des sciences, 1900 (à titre posthume). Lire en ligne [pdf]